# Луций Калпурний Пизон (консул 175 г.)
Вижте пояснителната страница за други личности с името Луций Калпурний Пизон.
Луций Калпурний Пизон (на латински: Lucius Calpurnius Piso) e политик и сенатор на Римската империя през 2 век.

## Биография
Пизон произлиза от фамилията Калпурнии. Той е син на Гай Калпурний Пизон (консул 111 г.) и брат на Сервий Калпурний Сципион Орфит (консул 172 г.).
През 175 г. той е консул заедно с Публий Салвий Юлиан.